# 新鴻基中心

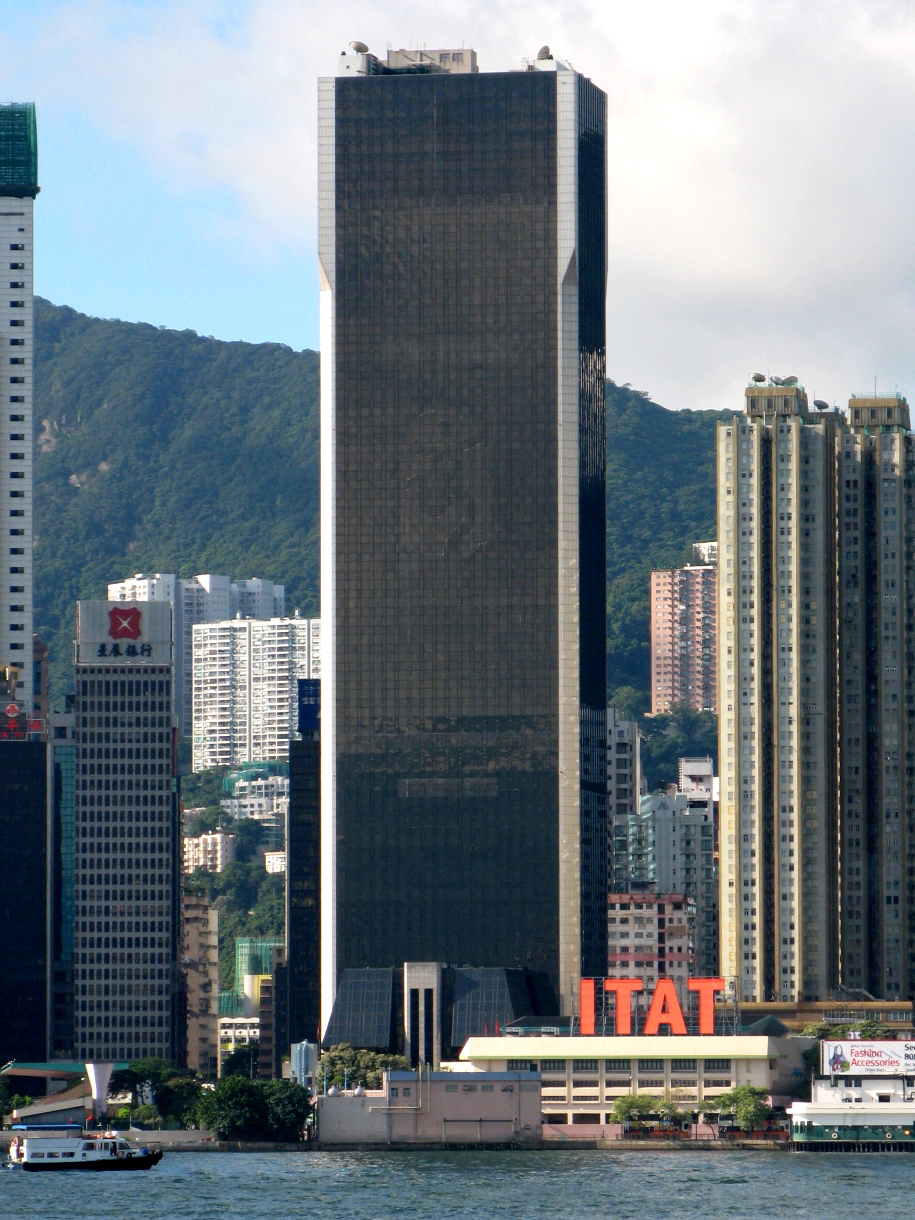
新鴻基中心

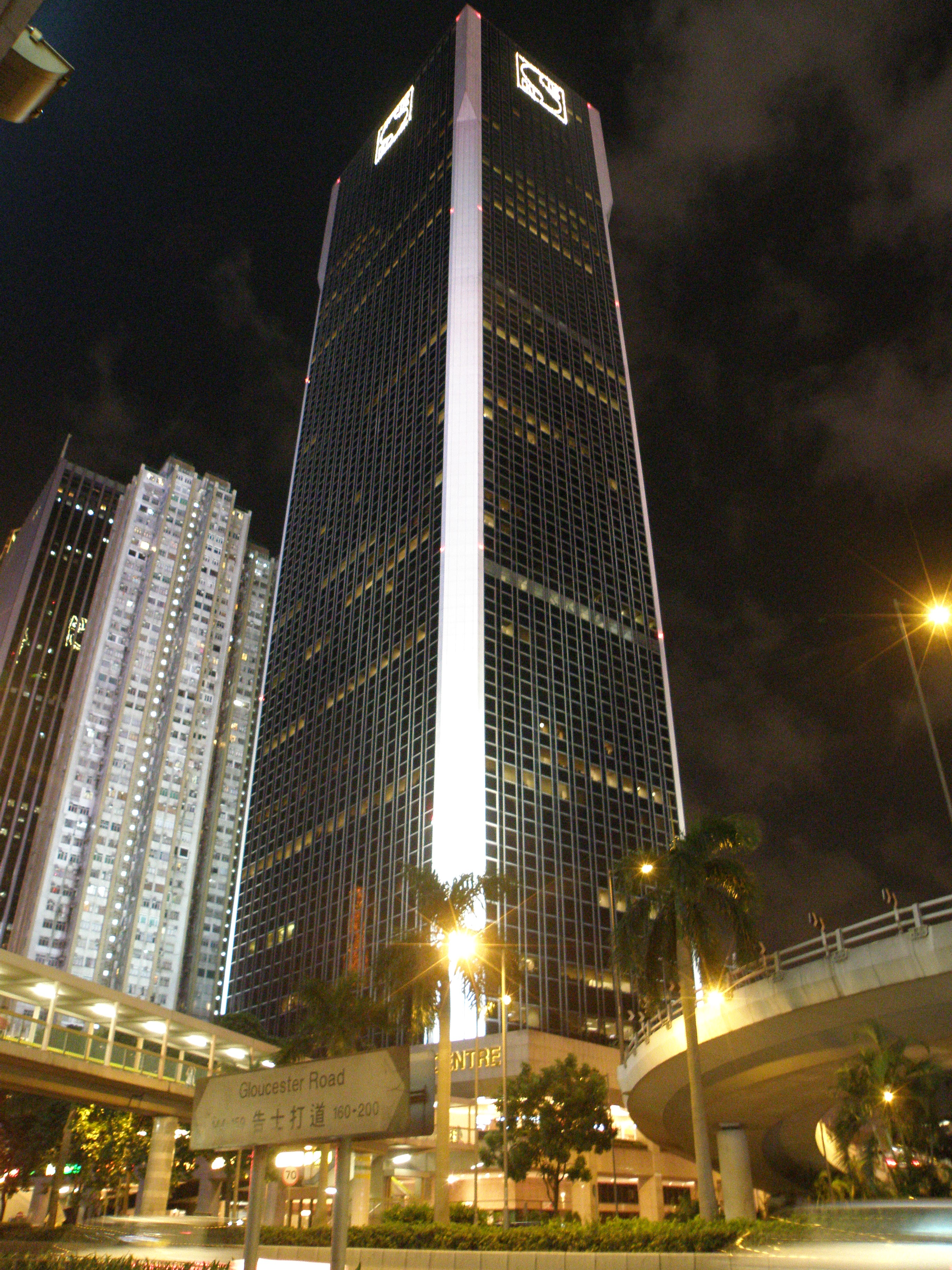
新鴻基中心夜景

新鴻基中心（英語：Sun Hung Kai Centre，別稱新鴻基大廈）是香港一間摩天大樓，位於灣仔港灣道30號。
新鴻基中心於1981年落成，由新鴻基工程有限公司設計，大樓高214.5米，初時樓高48層，後來加至53層，總面積53,400平方呎，為灣仔北最早期發展的甲級商廈之一，亦為新鴻基地產集團和附屬公司的總部之所在地。大樓早年由政府租用了約十萬平方呎樓面，租金每月130萬。
大樓鄰近多個主要的政府部門、香港貿易發展局、緬甸駐香港總領事館、俄羅斯駐香港總領事館、巴西駐香港總領事館等公營機構。新鴻基中心落成時原本樓高48層，1991年加建5層至53層，樓高215米。

## 商場
新鴻基中心的地下至2樓還設有購物商場。商場曾設影藝戲院，於1988年7月8日開業，是當時香港第一間採用多間戲院銀幕設計的戲院，放映非主流電影為主。戲院到了2006年11月因租約期滿結業。位於商場的麥當勞早於1981年12月已開業，其後於1994年遷至現址。
另外，商場現有的租戶包括萬寧、滙豐銀行、歌帝梵巧克力專門店、7-11便利店及快圖美。食肆包括蘇浙滙、Oliver's Super Sandwiches、Starbucks、麺屋武蔵、大快活、板長壽司、MAEK JEOK貊炙 及龍袍 Dragon Gown等。

## 圖片集

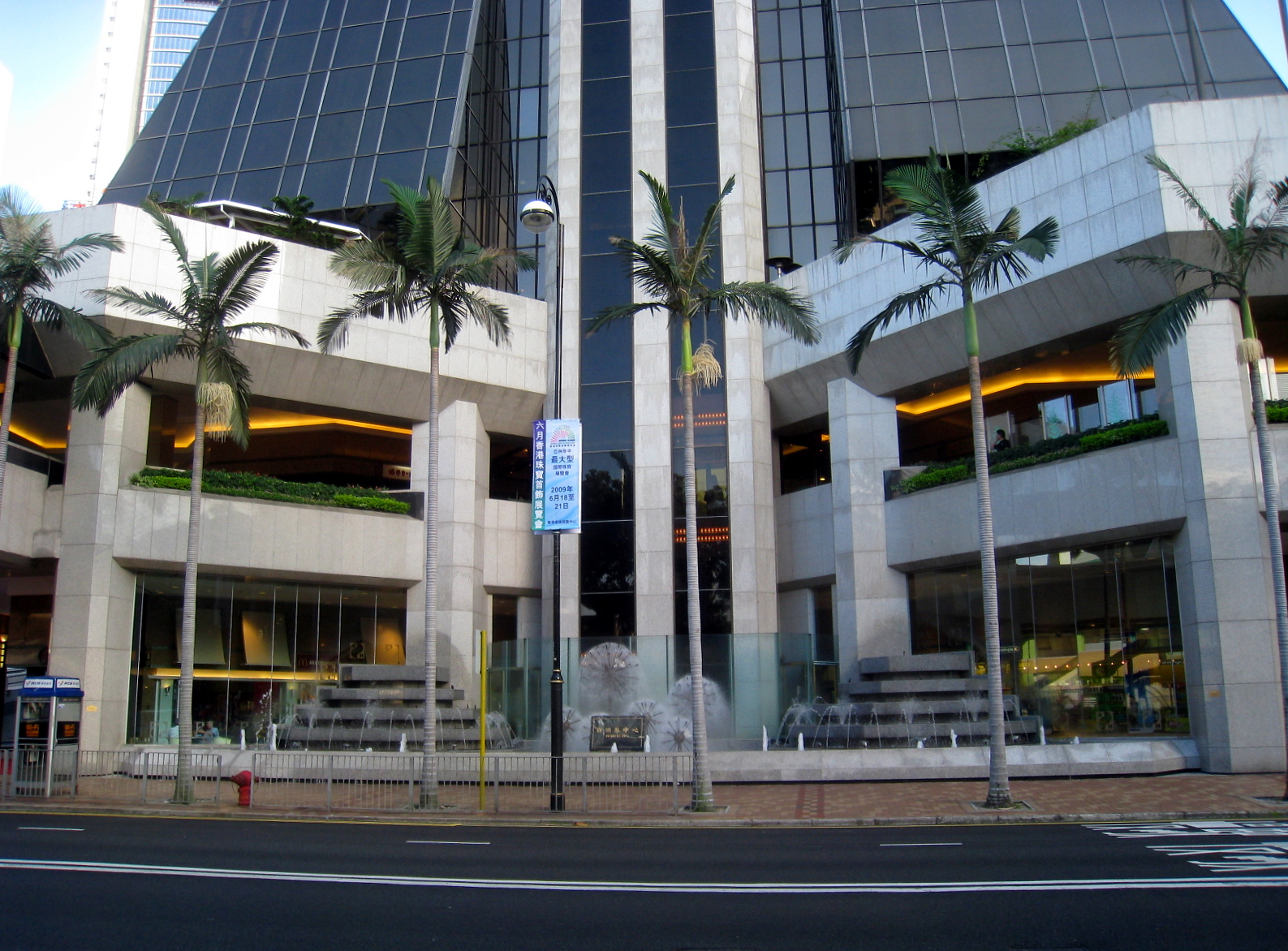
新鴻基中心入口水池
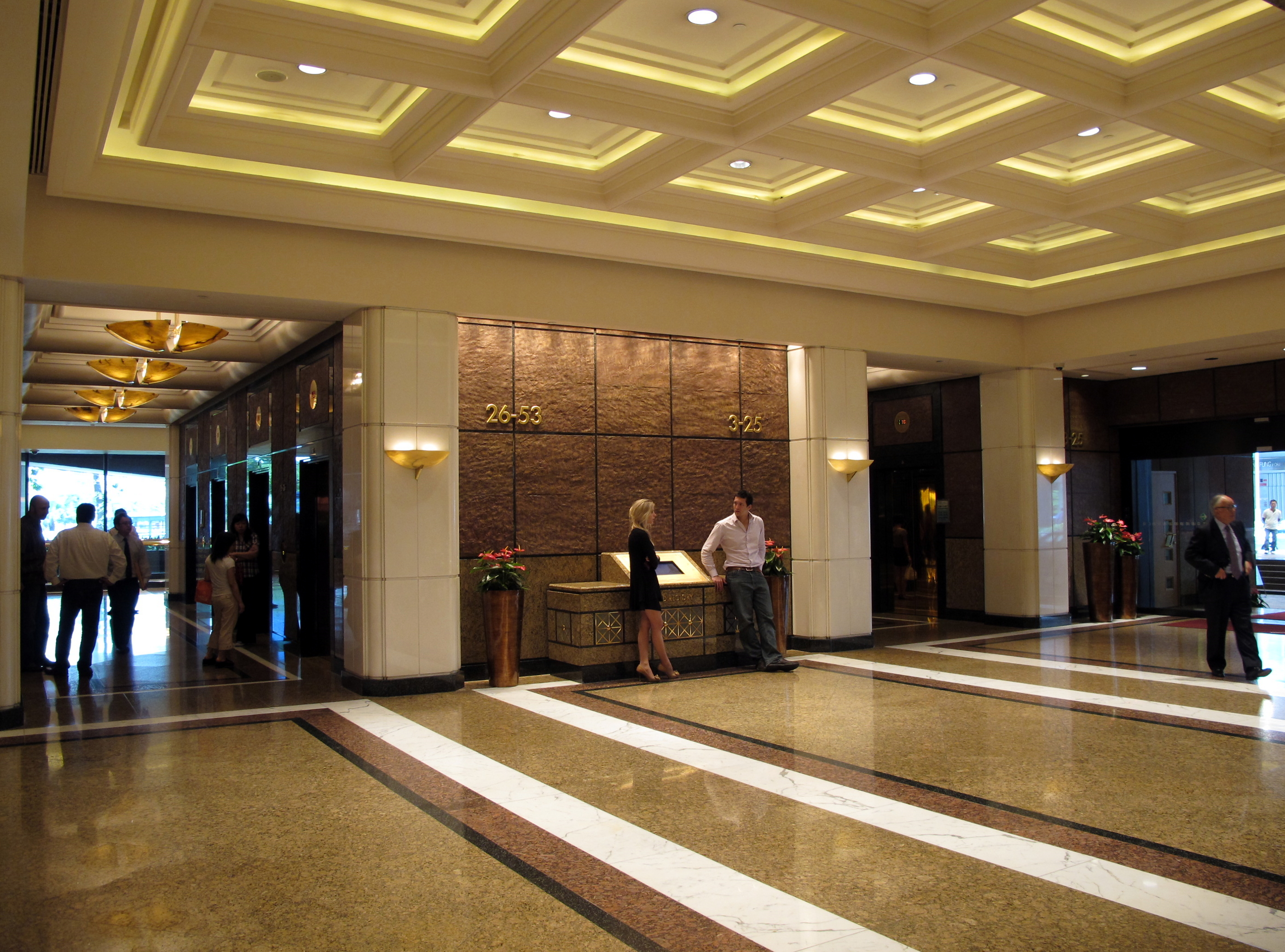
新鴻基中心升降機大堂
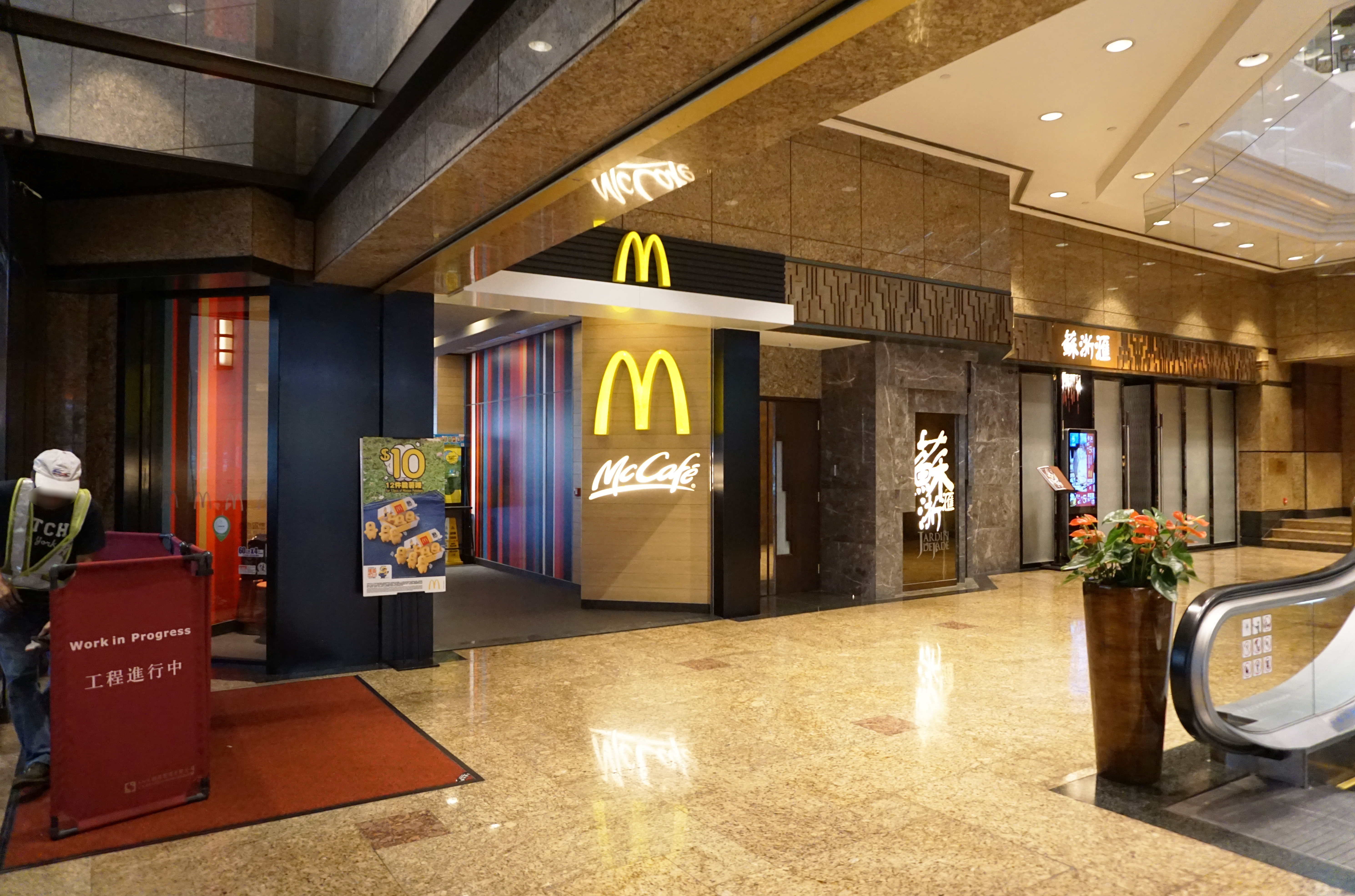
地下
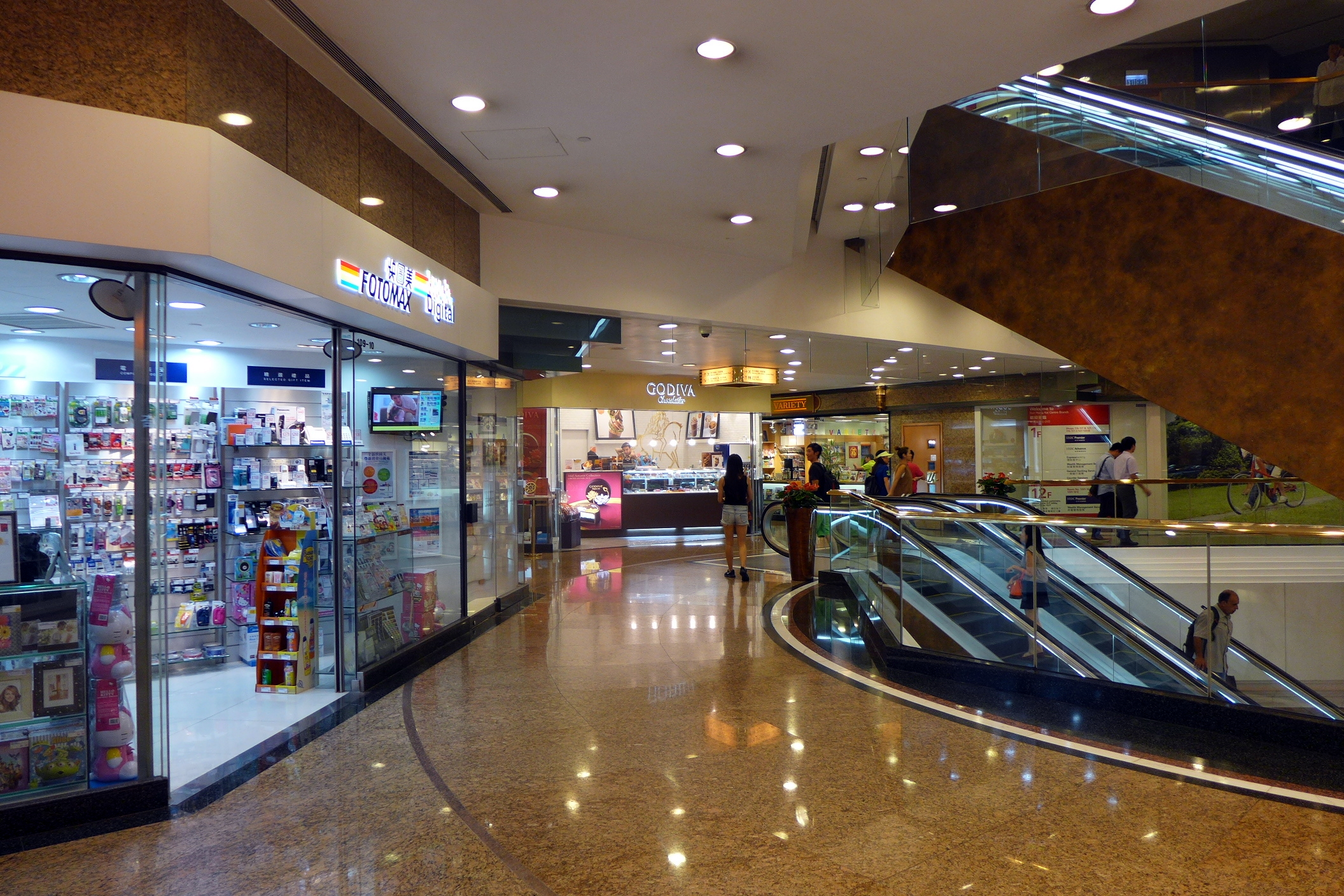
1樓內部
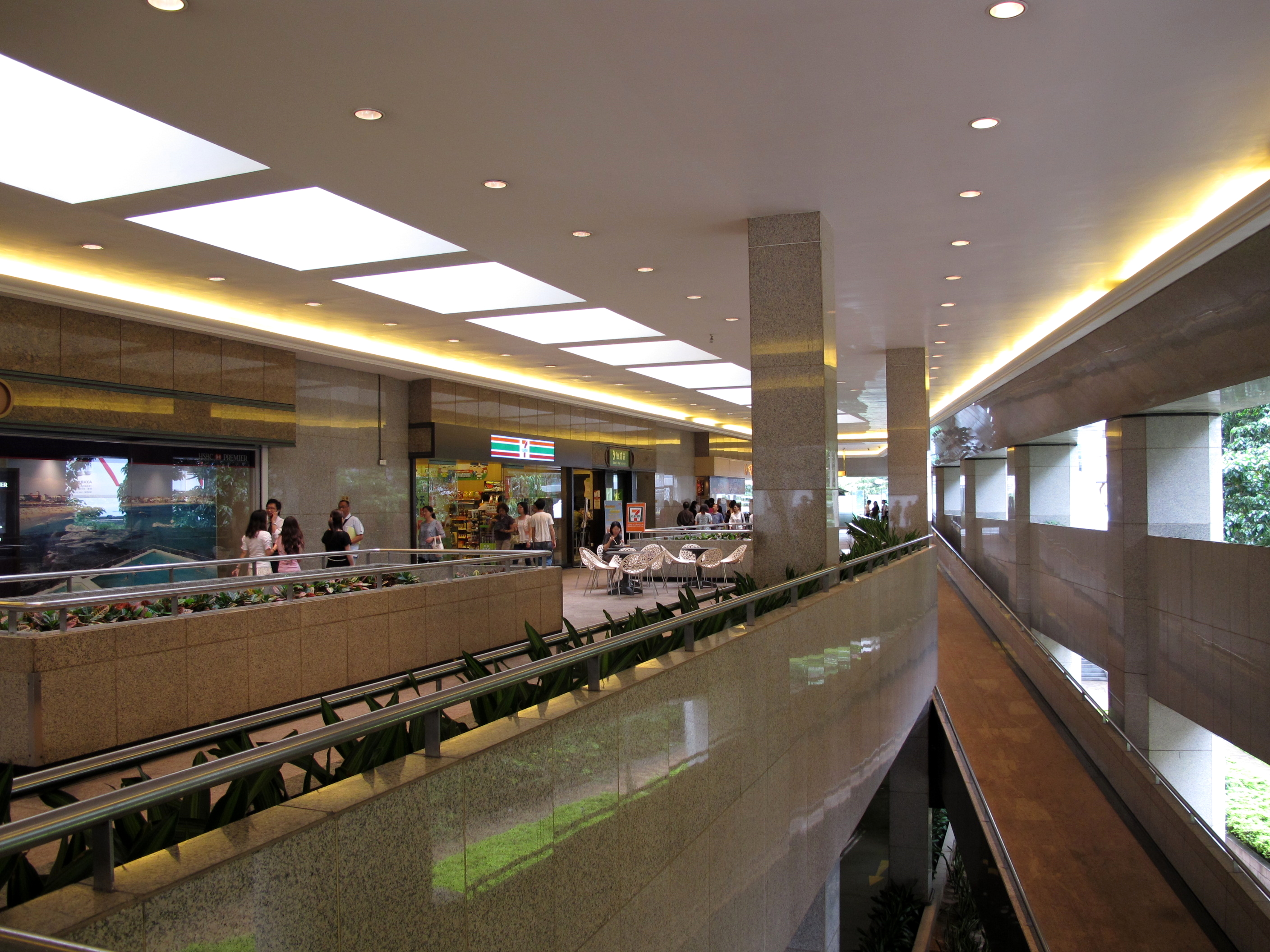
商場1樓外的通道
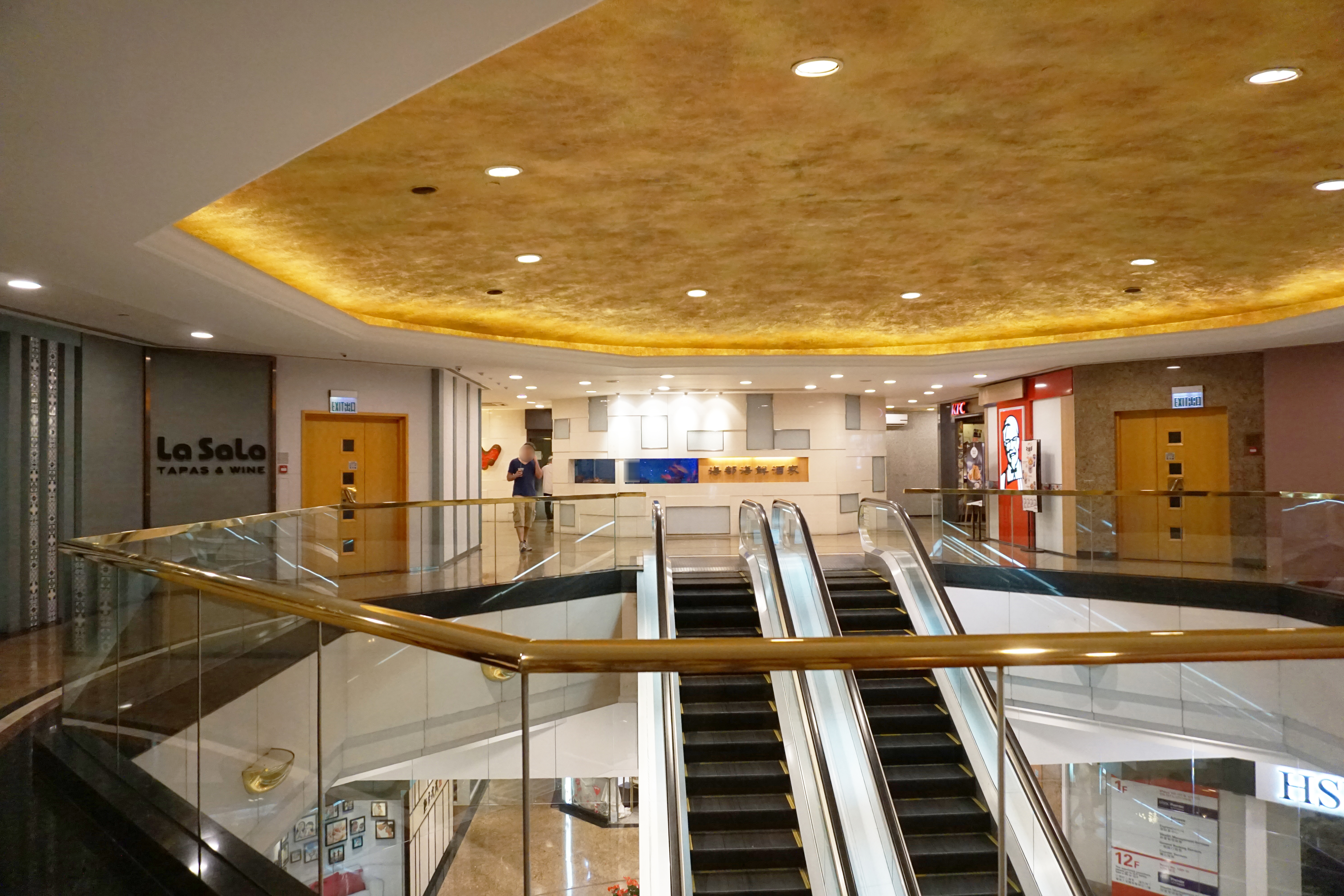
2樓

## 鄰近
- 三里屯
- 中環廣場
- 華潤大廈
- 灣仔碼頭
- 灣仔運動場
- 香港會議展覽中心
- 香港大學專業進修學院，港灣中心大廈3樓

## 外部連結
维基共享资源上的相關多媒體資源：新鴻基中心